# Азолов, Вадим Владимирович
Вадим Владимирович Азолов (1937—2013) — советский и российский учёный, бывший директор Нижегородского НИИ травматологии и ортопедии, доктор медицинских наук, профессор.
Разработал оригинальные методы лечения повреждений кисти, на которые получено 13 авторских свидетельств и патентов и 65 удостоверений на рационализаторские предложения. Автор более чем 260 печатных работ, в том числе и монографий. Был членом редколлегий журналов «Травматология и ортопедия», «Вестник травматологии и ортопедии имени Н. Н. Приорова», «Анналы травматологии и ортопедии», «Нижегородский медицинский журнал».

## Биография
Родился 28 мая 1937 года в городе Горьком, ныне Нижний Новгород. Отец — Азолов Владимир Васильевич (1904—1964), мать — Балахонова Лина Евстафьевна (1902—1989).

### Образование
В 1961 году окончил Горьковский медицинский институт, после чего работал врачом-хирургом Соломенской городской больницы Карельской АССР. В 1963 году поступил в аспирантуру Горьковского НИИ травматологии и ортопедии, по окончании которой в 1966 году был назначен младшим научным сотрудником отделения челюстно-лицевой хирургии этого института.
В 1966 году под руководством пластического хирурга профессора Б. В. Парина выполнил и защитил кандидатскую диссертацию на тему «Клинико-анатомическое обоснование рациональных методов фалангизации пястных костей».
В 1977 году защитил докторскую диссертацию «Реконструктивно-восстановительные операции при утрате пальцев кисти и некоторые социально-экономические аспекты этой проблемы».

### Деятельность
С 1968 по 1978 год Азолов руководил клиникой челюстно-лицевой и пластической хирургии, с 1978 по 1984 год — клиникой хирургии кисти и микрохирургии Горьковского (ныне — Нижегородского) НИИТО. С 1985 по 1993 год заведовал кафедрой травматологии и ортопедии с курсом ВПХ Горьковского медицинского института. С 1984 года — директор Нижегородского НИИ травматологии и ортопедии.
В. В. Азолов был главным травматологом Приволжского федерального округа (2003), председателем правления Нижегородского отделения Ассоциации травматологов и ортопедов России (1984), членом правления Российской ассоциации травматологов-ортопедов (1985), действительным членом Российской инженерной академии (1995), членом Международного общества хирургической ортопедии (1990), Нью-Йоркской академии наук (1997), Межотраслевой комиссии по формированию системы государственно-общественного управления здравоохранением Российской Федерации (2001).
Умер в Нижнем Новгороде 9 декабря 2013 года. Похоронен на кладбище села Кантаурово

### Семья
- Жена — Азолова Татьяна Дмитриевна (род. 1939).
- Дети — сыновья Дмитрий (род. 1962) и Алексей (род. 1967).

## Награды
- Лауреат Государственной премии СССР (1987).
- Заслуженный деятель науки РФ (1995).
- Награждён орденом Дружбы народов и медалями.
- Почётный гражданин Нижегородской области (2002).